# 찰스 B. 피츠시몬스
찰스 B. 피츠시몬스(Charles B. Fitzsimons, 1924년 5월 8일 ~ 2001년 2월 14일)는 미국의 영화 프로듀서, 배우이다.

## 영화
- 원더 우먼 - TV 시리즈 (1975년)
- 데들리 컴퍼니온 (1961년)
- 커리지 오브 블랙 뷰티 (1957년)
- 타이타닉의 최후 (1953년)
- 사막의 대진격 (1953년)
- 레 미제라블 (1952년)
- 왓 프라이스 글로리 (1952년)
- 말 없는 사나이 (1952년)
- 나는 전쟁 신부 (1949년)